# Ana Ibis Jiménez Pérez
Ana Ibis Jiménez Pérez (1979) es una deportista cubana que compitió en atletismo adaptado. Ganó dos medallas en los Juegos Paralímpicos de Atenas 2004.

## Palmarés internacional
| Juegos Paralímpicos | Juegos Paralímpicos | Juegos Paralímpicos | Juegos Paralímpicos   |
| Año                 | Lugar               | Medalla             | Prueba                |
| ------------------- | ------------------- | ------------------- | --------------------- |
| 2004                | Atenas (Grecia)     | Medalla de oro      | Salto de longitud F13 |
| 2004                | Atenas (Grecia)     | Medalla de bronce   | 100 m T13             |